# Омит
О́мит — село в Україні, у Локницькій сільській громаді Вараського району Рівненської області. Населення станом на 1 січня 2007 року становить 88 осіб. В селі є школа, клуб, бібліотека, фельдшерсько-акушерський пункт з пологовим відділенням, відділення зв'язку.

## Географія
На південно-східній стороні від села бере початок річка Сторожицька. Також поблизу села розташоване озеро Омит.

## Історія
Вперше село згадується за 1561 рік.
Під час німецько-радянської війни село було партизанською базою. Населення постачало продукти харчування й одяг партизанам, виконувало роль провідників та зв'язкових, брало безпосередню участь у бойових діях проти гітлерівців. На каторжні роботи до Німеччини нацисти вигнали 64 чоловіка, а село зруйнували. Проти нацистів на фронтах війни билося 25 жителів села, з них 8 нагороджені орденами і медалями Союзу РСР. Загинуло від рук ворога 11 чоловік.

## Населення
За переписом населення 2001 року в селі мешкали 124 особи.

### Мова
Розподіл населення за рідною мовою за даними перепису 2001 року:
| Мова       | Відсоток |
| ---------- | -------- |
| українська | 99,19 %  |
| російська  | 0,81 %   |